# Сачо
Сачо је мало насељено место у Кенији, у Баринго грофовији, а налази се 24 километра јужно од Кабарнета и 6 километара северно од Тенгеса. 

## Знамените личности
- Данијел арап Мои, други председник Кеније је рођен у селу Куриенгво, које се налази у непосредној близини Сачо насеља